# Corinne Müller
Corinne Müller (* 20. November 1975) ist eine ehemalige Schweizer Leichtathletin. Ihre Spezialdisziplin war der Hochsprung. Sie ist mehrfache Schweizer Meisterin. Anfang Februar 2006 gab sie ihren Rücktritt vom Spitzensport bekannt, einige Wochen später wurde sie zur Schweizer Leichtathletin des Jahres 2005 gewählt. Müller wohnt im Kanton Aargau und ist von Beruf Physiotherapeutin. 2006 heiratete sie Matthias von Rohr, heißt jetzt Corinne von Rohr-Müller und bekam im Januar 2008 ihr erstes Kind.

## Erfolge
- 1997: Schweizer Jugend-Rekord: 1,86 m
- 1999: Schweizer Meisterin
- 2001: Schweizer Meisterin
- 2002: Schweizer Meisterin
- 2003: Schweizer Meisterin
- 2004: Schweizer Meisterin, 23. Platz Olympische Spiele
- 2005: Schweizer Meisterin, 14. Platz Weltmeisterschaften

## Persönliche Bestleistungen
- Hochsprung: 1,93 m, 28. Mai 2005 in Zug (Schweiz)
- Hochsprung Halle: 1,92 m, 2005, Schweizer Hallenrekord
- Weitsprung: 6,05 m
- Dreisprung: 13,04 m